# Ianeti (Imeretia)
Ianeti (gruz. იანეთი) – wieś w Gruzji, w regionie Imeretia, w gminie Samtredia. W 2014 roku liczyła 2016 mieszkańców.

## Urodzeni
- Ławrientij Kartweliszwili